# Rustpotentiaal
De rustpotentiaal van een cel is de membraanpotentiaal waarbij de in- en uitstroom van ionen (natrium-, kalium-, chloride- en calciumionen) door het celmembraan zodanig in evenwicht is dat het spanningsverschil (potentiaal) en de concentratiegradiënten over het membraan stabiel zijn. De cel (bijvoorbeeld een zenuwcel) is bij deze potentiaal inactief. Pas door een prikkel van buitenaf, bijvoorbeeld door de opname van een neurotransmitter door een receptor in het celmembraan, kan het spanningsverschil veranderen, waardoor, als een bepaalde grenswaarde wordt bereikt, een actiepotentiaal kan worden gegenereerd en de cel aldus een impuls opwekt.

## Membraantransporteiwitten
Het membraan van een cel is apolair, dat wil zeggen dat het niet elektrisch geladen is. Een deeltje dat wel elektrisch geladen is, zoals een ion, kan niet zomaar door het apolaire membraan heen bewegen. Daarom bevat het celmembraan ionenpompen en ionkanalen. Dit zijn membraantransporteiwitten die ervoor zorgen dat ionen het membraan wel kunnen passeren. De ionenpompen en ionkanalen zijn zó op elkaar afgestemd dat ze samen ervoor zorgen dat het rustpotentiaal in stand wordt gehouden.

## Rustpotentiaal van gliacellen
Een inactieve gliacel heeft een rustpotentiaal van −75 mV. Tijdens rust wordt de ionenverdeling aan weerszijden van het membraan door de kalium-natriumpomp in stand gehouden. Omdat deze concentraties gehandhaafd blijven spreken we van de rustpotentiaal.
Een gliacel heeft hoge concentraties natrium- en chloorionen (Na+ en Cl−) aan de buitenkant van de cel, en hoge concentraties kaliumionen (K+) en organische anionen (dat zijn negatief geladen ionen, veelal zuurresten, aangeduid met A−) aan de binnenkant van de cel. Indien de kaliumionen ongehinderd door de membraan zouden kunnen zou er door de concentratiegradiënt kalium de cel uit gaan. Dit gaat niet alsmaar door, omdat door het uittreden van kalium de buitenkant positiever en de binnenkant negatiever wordt. Er treedt dan een evenwichtspotentiaal op die voor kalium bij −100 mV ligt. Kalium bereikt dat nooit omdat de kalium-natriumpomp kalium weer in de cel terugbrengt. (Overigens is de evenwichtspotentiaal van een ion te berekenen met behulp van de wet van Nernst.)

## Rustpotentiaal van zenuwcellen
Een inactieve zenuwcel laat kalium-, natrium- en chloorionen door. De concentraties van Na+ en Cl− zijn ook hier hoog aan de buitenkant van de cel, en de concentraties K+ en A− zijn hoog aan de binnenkant.
Om de rustpotentiaal van een zenuwcel uit te leggen, nemen we als beginpunt een membraan met een rustpotentiaal van −75 mV. De positief geladen natriumionen willen om twee redenen de cel in: de concentratie Na+ in de cel is laag, en de binnenkant van de cel is negatief geladen. Toch zal het membraanpotentiaal nooit het evenwichtspotentiaal van Na+ bereiken (+55 mV), omdat er veel meer ionkanalen zijn die kaliumionen doorlaten dan ionkanalen die natriumionen doorlaten. Hoe meer Na+ de cel instroomt, des te meer K+ de cel uitstroomt. Hierdoor zal de membraanpotentiaal rond de −75 mV blijven; dit is dan ook de rustpotentiaal van een zenuwcel.

Schematische weergave van een natrium-kaliumpomp.

### De natrium-kaliumpomp
Als bovenstaande situatie oneindig lang voortduurde, zouden er op gegeven moment geen kaliumionen in de cel meer overblijven, terwijl er een buitengewoon hoge concentratie natriumionen in de cel zou zijn. De natrium-kaliumpomp 'pompt' drie natriumionen uit de cel, en twee kaliumionen de cel in. Hiervoor is energie nodig, omdat de pomp ionen verplaatst in de tegenovergestelde richting als de elektrochemische stuwende kracht van de ionen. Deze energie wordt geleverd door de hydrolyse van adenosinetrifosfaat (ATP). Voor elk ATP-molecuul dat gehydrolyseerd wordt, pompt de Na+/K+-pomp twee kaliumionen de cel in, en drie natriumionen de cel uit.